# 1919 Клеменція
1919 Клеменція (1919 Clemence) — астероїд головного поясу, відкритий 16 вересня 1971 року.
Тіссеранів параметр щодо Юпітера — 3,834.